# 川地村
川地村（かわちむら）は、広島県双三郡にあった村。現在の三次市の一部にあたる。

## 地理
三次盆地の西南部、可愛川（江の川）の右岸に位置していた。

## 歴史
- 1889年（明治22年）4月1日、町村制の施行により、三次郡上川立村、下川立村、上志和地村、下志和地村が合併して村制施行し、川地村が発足[1][2]。旧村名を継承した上川立、下川立、上志和地、下志和地の4大字を編成。
- 1898年（明治31年）10月1日、郡の統合により双三郡に所属[1][2]。
- 1922年（大正11年）電気点灯[2]。
- 1950年（昭和25年）9月1日、高田郡甲立町大字秋町を編入[2][1]。5大字となる[2]。
- 1956年（昭和31年）9月30日、三次市に編入され廃止[1][2]。

### 地名の由来
合併村名の各一文字を組み合わせたもの。

## 産業
- 農業、キノコ[2]

## 交通

### 鉄道
- 1915年（大正4年）芸備鉄道（現芸備線）広島～志和地間が開通し志和地駅を開設[2]。